# Fauvette (chanteuse)
Fauvette, née Maryse Bignaux à Mantes-la-Ville le 6 mai 1940 et morte le 30 mars 1998 à Villejuif, est une chanteuse française.

## Biographie
Avant de devenir une chanteuse, elle aurait été marchande de roses à Pigalle.
En 1968, elle représenta la France à la Coupe d'Europe du tour de chant de Knokke-Heist.
En 1992, elle fut le sujet d'un documentaire de Sylvie Ditmann intitulé Dis voir….
Elle serait devenue une clocharde qui chantait La Vie en rose en faisant la manche.
Elle n'a gardé de sa petite ville natale que des souvenirs gris d'une enfance pénible dans un foyer de parents désunis puis placée dernières les murs sinistres de l'Assistance publique. À 15 ans, elle émigra vers un établissement parisien où la discipline est plus nuancée puisqu'elle peut sortir librement pour aller travailler dans une chocolaterie. Elle a toujours aimé chanter et, à l'Assistance comme au foyer de jeunes filles, les refrains de Piaf ou de Frehel (ses idoles de toujours) qu'elle reprenait d'une voix vibrante, faisaient l'admiration de toutes ses compagnes... À 20 ans, la petite Fauvette se retrouve à Montmartre, sous les néons flamboyants des cabarets et à la porte des restaurants. Mais, si elle arrive à se frayer un chemin dans le monde des noctambules en allant partout où l'on s'amuse, c'est tout simplement pour vendre des roses ou des bouquets de violettes... Un soir, place du Tertre, elle se met à pousser la romance et, du jour au lendemain, la petite marchande de fleurs, dotée d'une si jolie voix, devient célèbre aux quatre coins de la Butte-Montmartre ! Son surnom ? Fauvette. C'est un légionnaire, habitué d'un estaminet de la rue Lepic qui, un soir, après l'avoir écouté chanter entre les tables en vendant ses fleurs, la baptisa ainsi...

## Discographie
- On n'oublie jamais (On n'oublie jamais, Enrico Neckheim-André Tissot; Banlieue, Félix Marten-André Tissot; L'Hiver ensemble, André Tissot; Suzy-carrosse, André Tissot)[6].
- Les Rengaines d'amour (Les Rengaines d'amour, Leurs Mots d'amour, Les Apprentis, Allez la France !).
- On m'appelle Fauvette (On m'appelle Fauvette, La Chanson dans la fête, Les Bistrots des ports du monde, Il fallait…).
- Une Chanson pour y croire (Attends demain, Mais je vous vois sourire, La Lumière, Le Chemin qui va loin/Vivre, Les Trouvères

Au tout début de l'année 1970, il était prévu qu'elle enregistre et présente douze titres dont certains signés Serge Lama, Jacques Dutronc, Charles Aznavour et d'André Tissot. On ignore si ce disque a été présenté au public ou non...